# Nezbytné věci
Nezbytné věci je román amerického spisovatele Stephena Kinga vydaný v New Yorku v roce 1991. Z anglického originálu Needful Things knihu přeložil Gabriel Gössel.

## Děj
Příběh se odehrává v městečku Castle Rock od 8. do 15. října 1991. Román začíná, když do Castle Rocku přijíždí obchodník Leland Gaunt a otevírá zde „Nezbytné věci“, tak trochu vetešnictví, vstup do obchodu zdobí nádherný zeleným baldachýn. Prvním zákazníkem je, ještě před oficiálním otevřením obchodu, jedenáctiletý Brian Rusk. Pan Gaunt mu prodá podepsanou baseballovou kartu Sandyho Koufaxe, Brian je nadšený, stála ho jen pár drobných a „malý žertík“ – má z legrace Wilmě Jerzyckové ušpinit její prostěradla blátem, což také provede.
Do obchodu pana Gaunta vchází mnoho lidí, kteří posléze vycházejí z jeho obchodu s věcí, kterou si vždy přáli, pokud byly v obchodě právě sami, jen s prodavačem, vždy museli panu Gountovi slíbit, že provedou na oplátku za „nezbytnou věc“ „neškodný žertík“, některému obyvateli Castle Rocku. Polly Chalmersová je přítelkyní šerifa Alana Pangborna a majitelka obchodu s krejčovskými potřebami. Bohužel trpí artritidou, pan Gaunt jí slíbí, že jí objedná zaručený prostředek, který jí od bolesti pomůže. „Žertíky“ pokračují a stávají se drastičtějšími a drastičtějšími. Dan Keeton (přezdívaný Cvalík), vrchní městský radní, má neustálé drobné problémy se zákonem - rychlá jízda, pokuty za parkování… Pokuty pochopitelně odmítá platit, šerif mu to s těžkým srdcem toleruje. Norris Ridgewick, šerifův pomocník, ale Cvalíka nemůže vystát. Nettie za své skleněné stínítko vylepila po celém Cvalíkově domě pokutové lístky, Cvalík pochopitelně podezíral Norrise, Noriss zase dostal dáreček s pastí na myši, která mu scvakla prsty, neoprávněně podezíral Cvalíka. Hugh Priest zakoupí liščí ohon a zabíjí Lupiče, psa Nettie Cobbové (Pollyina pomocnice, která zabila svého manžela), se vzkazem od Wilmy Jezyckové, kterou Nettie nenávidí. Brianův další úkol je rozbití oken na domě Jerzyckových, na kamenech je vzkaz od Nettie. Takhle nenápadně pan Gaunt úmyslně přilije olej do ohně, obě ženy jsou už z dřívějška nepřítelkyně, proto se navzájem zabijí, nožem a sekerou. Reverend William Rose (přezdívaný Vilda), baptista protestuje proti otevření nočního Kasina, kvůli „žertíkům“ pana Gaunta se později naprosto rozhádá s katolickým knězem. Frankel Everet za vodní dýmku způsobí, díky fiktivnímu dopisu, rozchod Sally Ratcliffové a Lesetera Pratta. Vlastně každý občan, kromě šerifa, obchod navštívil, nalezl věc, po které „toužil celý život“ a na oplátku byl Gauntovi zavázán nějakým „žertíkem“, které měl pan Gaunt velmi promyšlené. Skutečné viníky nikdo ani nepodezíral a oběti žertů podezíraly většinou svého nepřítele, což ještě zvýšilo averzi vůči dotyčnému. Pan Gaunt se stává místní „celebritou“, lidé ho mojí rádi.
Šerif Alan začíná tušit, že se děje něco zlého, vyšetřuje vraždu Wilma a Nettie a zjišťuje, že se zabily s pomocí někoho jiného. Několikrát se pokusil Nezbytné věci navštívit, ale vždy, když se k obchodu přiblíží, tak je zavřeno. Šerifa stále trápí trauma, přišel o manželku a syna, kteří zemřeli při automobilové nehodě, jeho přítelkyně Polly kupuje v Nezbytných věcech staroegyptský přívěsek „Azka“, který jí skutečně pomohl od bolesti, velmi ji překvapilo, když jí pan Gaunt vyprávěl, že ví o jejím životě více, než Alan a kdokoliv jiný z Castle Rocku, ví, že žila v San Francisku, také ví o jejím dítěti, které uhořelo.
Postupem času proti sobě stojí celé městečko. Cvalík zabijí svou manželku Myrtle. Do městečka přijíždí Eso Merrill, dlužník a drogový dealer, který strávil čtyři roky svého života ve vězení. Koupil si knihu “Ztracené a zakopané poklady nové Anglie“ od jeho otce Reginala Merrilla, a doufá, že najde poklad. Poklad sice nachází, ale místo očekávaných cenností nalézá falešný dopis, který mu tam nastrčila Sally, ve kterém se píše, že poklad už nalezl Alan. Eso se stává pomocníkem pana Gaunta a spolu se Cvalíkem rozmístí po městě nálože, které mají zničit celé město. Spor mezi baptisty a katolíky (který pochopitelně vyvolal Leland Gaunt) vyburcoval celé město, obyvatelé Castle Rocku na sebe veřejně útočí. Pan Gaunt rozdává lidem zbraně, je mnoho mrtvých a raněných, Brian spáchal sebevraždu, svému bratrovi Seanovi řekl, aby se vyhýbal Nezbytným věcem, protože pan Gnaut ani není člověk. Sean kartičku basketbalisty vůbec nevnímá jako cennou, vidí ji jako starou potrhanou a bez autogramu, i když pro Briana byla tím nejcennějším, co kdy vlastnil. Sean vše pověděl Alanovi. Cvalík umírá v přestřelce, Sally se kvůli pocitu viny oběsila.
Alan konečně navštíví Nezbytné věci, s tím, že pana Gaunta zatkne, ale nenachází ho, ale našel dopis a videokazetu, byla na ní nahrávka automobilové nehody Alanovy rodiny, nahrávka „dokazovala“, že nehodu zavinil Eso Merril. Alan touží po pomstě.
Polly zjišťuje, že azka je jen podvrh, odhodí ji na zem a z azky vyleze pavouk, který se začne zvětšovat až do velikosti kočky, Polly se podaří pavouka zabít, pavouk se opět zmenší a Polly se ujišťuje, že pavouk se nezvětšoval, že si to jen představovala.
Alan, Norris a Polly se setkávají u Nezbytných věcí. Vychází pan Gaunt s kabelou v ruce a chce odjet z města. Alan, pomocí Polly, zjišťuje, že nahrávka, kterou viděl, skutečně byla podvrh, Merrila tedy nezastřelí, panu Gauntovi se Alana nepodařilo „ovlivnit“, nejspíš právě proto Alanovi vychází malý trik a pan Gaunt upustí kabelu plnou duší lidí, kteří neodolali jeho „pokušení“. Duše odlétají, pan Gaunt se ztrácí v mlze.
Alan s Polly a Norrisem odjíždí do nemocnice Northern Cumberland, ve které se léčí i Sean Rusk. V Castle Rocku vybuchují nastražené nálože.
V Junction city se později s velkou slávou otevírá obchod „Vyslyšené modlitby“…

## Filmová adaptace
V roce 1993 vznikla filmová adaptace Needful Things (v češtině pod názvem Obchodník s hrůzou). Režie: Fraser Clarke Heston, hrají: Max von Sydow, Ed Harris, Bonnie Bedelia.